# Yale-Romanisierung des Kantonesischen
Die Yale-Romanisierung des Kantonesischen (chinesisch 耶魯粵語拼音 / 耶鲁粤语拼音, Pinyin Yēlǔ Yuèyǔ Pīnyīn, Jyutping Je4lou5 Jyut6jyu5 Ping1*3jam1, Yale Yèh-lóuh Yuhtyúh Pengyam) wurde von Gerard P. Kok für sein zusammen mit Parker Po-fei Huang (黃伯飛,  Huáng Bófēi) erstellte Lehrreihe Speak Cantonese 1952 als ungebundene Form entwickelt und 1958 als Lehrbuch veröffentlicht. Im Gegensatz zu anderen Romanisierungen von Yale ist sie immer noch weit verbreitet in Büchern und Wörterbüchern, vor allem für englischsprachige ausländische Lernende. Studenten, die Kantonesisch an der Universität Hongkong, der Chinesischen Universität Hongkong, der Universität von Tokio, der Yale-Universität und der Universität von British Columbia studieren, werden gelehrt, die Yale-Romanisierung zu nutzen. Alternativ haben sie dort auch die Wahl, die Jyutping-Romanisierung zu lernen. Während die Aussprache der Yale-Romanisierung sich an der Aussprache des englischen Alphabets orientiert, basiert die Aussprache beim Jyutping auf die Aussprache im deutschen Alphabet.

## Anlaute
| b [p] 巴   | p [pʰ] 怕   | m [m] 媽  | f [f] 花 |          |
| d [t] 打   | t [tʰ] 他   | n [n] 那  |          | l [l] 啦 |
| g [k] 家   | k [kʰ] 卡   | ng [ŋ] 牙 | h [h] 蝦 |          |
| gw [kʷ] 瓜 | kw [kʷʰ] 誇 |           |          | w [w] 蛙 |
| j [ts] 渣  | ch [tsʰ] 叉 |           | s [s] 沙 | y [j] 也 |

## Auslaute
| a [aː] 沙  | aai [aːi̯] 晒 | aau [aːu̯] 筲 | aam [aːm] 三 | aan [aːn] 山 | aang [aːŋ] 省 | aap [aːp] 圾 | aat [aːt] 殺 | aak [aːk] 客 |
|            | ai [ɐi̯] 西   | au [ɐu̯] 收   | am [ɐm] 心   | an [ɐn] 新   | ang [ɐŋ] 生   | ap [ɐp] 十   | at [ɐt] 失   | ak [ɐk] 塞   |
| e [ɛː] 些  | ei [ei̯] 四   |              |              |              | eng [ɛːŋ] 聲  |              |              | ek [ɛːk] 石  |
| i [iː] 司  |              | iu [iːu̯] 消  | im [iːm] 閃  | in [iːn] 先  | ing [eŋ] 星   | ip [iːp] 攝  | it [iːt] 舌  | ik [ek] 色   |
| o [ɔː] 蔬  | oi [ɔːy̯] 鰓  | ou [ou̯] 酥   |              | on [ɔːn] 看  | ong [ɔːŋ] 康  |              | ot [ɔːt] 割  | ok [ɔːk] 各  |
| u [uː] 夫  | ui [uːy̯] 灰  |              |              | un [uːn] 寬  | ung [oŋ] 風   |              | ut [uːt] 闊  | uk [ok] 福   |
| eu [œː] 靴 | eui [ɵy̯] 去  |              |              | eun [ɵn] 信  | eung [œːŋ] 上 |              | eut [ɵt] 摔  | euk [œːk] 削 |
| yu [yː] 書 |              |              |              | yun [yːn] 孫 |               |              | yut [yːt] 雪 |              |
|            |              |              | m [m̩] 唔     |              | ng [ŋ̩] 吳     |              |              |              |

- Nur die Auslaute m und ng dürfen als alleinstehende nasale Sonante (Nasalton) ausgesprochen werden.

## Töne

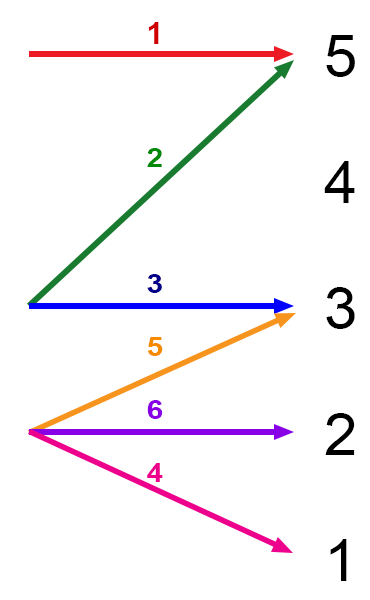
Grafik zur Änderung der relativen Tonhöhen für die sechs Töne im Yueyü

Modernes Kantonesisch hat sechs phonetische Töne. Yale-Romanisierung von Kantonesisch kann diese Töne mit Hilfe von Tonnummern nach Chao, Tonkontursymbol oder diakritischen Tonzeichen nach IPA mit dem Buchstaben „h“ darstellen.
| Nummer | Standard | Alternativ | Verlauf | IPA-Kontur | Beschreibung          | Beispiel | Bedeutung      |
| ------ | -------- | ---------- | ------- | ---------- | --------------------- | -------- | -------------- |
| 1      | sī       | si1        | 55      | ˥˥ [ ˥ ]   | hoch-gleichbleibend   | 詩       | Poesie         |
| 1      | sì       | si1        | 52      | ˥˨         | hoch-(leicht-)fallend | 詩       | Poesie         |
| 2      | sí       | si2        | 25      | ˨˥         | mitte-ansteigend      | 史       | Geschichte     |
| 3      | si       | si3        | 33      | ˧˧ [ ˧ ]   | mitte-gleichbleibend  | 試       | Test           |
| 4      | sìh      | si4        | 21      | ˨˩         | tief-fallend          | 時       | Zeit           |
| 5      | síh      | si5        | 23      | ˨˧         | tief-ansteigend       | 市       | Markt / Stadt  |
| 6      | sih      | si6        | 22      | ˨˨ [ ˨ ]   | tief-gleichbleibend   | 視       | Vision / Sicht |

## Beispiele
| Langzeichen | Kurzzeichen | Standard    | Alternativ     | Bedeutung    |
| ----------- | ----------- | ----------- | -------------- | ------------ |
| 廣州話      | 广州话      | Gwóngjāu wá | Gwong2jau1 wa2 | Kantonesisch |
| 粵語        | 粤语        | Yuhtyúh     | Yut6yu5        | Kantonesisch |
| 你好        | 你好        | Néih hóu    | Nei5 hou2      | Hallo        |

Beispieltranskription des Gedichts Erwachen im Frühling (春曉) von Meng Haoran, eines der Dreihundert Tang-Gedichte – für die Transkription in Hochchinesisch und Übersetzung ins Deutsche siehe Meng Haoran#Werk:
| 春曉         | Chēun Híu                 |
| ------------ | ------------------------- |
| 春眠不覺曉， | Chēun mìhn bāt gok híu,   |
| 處處聞啼鳥。 | chyu chyu màhn tàih níuh. |
| 夜來風雨聲， | yeh lòih fūng yúh sīng,   |
| 花落知多少？ | fā lohk jī dō síu?        |